# Backend (singolo)
Backend è un singolo del rapper statunitense Don Toliver pubblicato il 31 maggio 2018.

## Tracce
1. Backend – 3:51